# Гершон, Пини
Пинхас (Пини) Гершон (ивр. פנחס (פיני) גרשון‎; р. 13 ноября 1951, Тель-Авив) — израильский баскетбольный тренер, трёхкратный победитель Супролиги ФИБА и Евролиги с командой «Маккаби» (Тель-Авив).

## Спортивная карьера
Начав спортивную карьеру как игрок «Маккаби» (Южный Тель-Авив), уже к 23 годам Пини Гершон сменил амплуа, став тренером. Он начал тренировать детскую команду «Бейтара» (Тель-Авив), а в неполные 25 лет принял под своё руководство его взрослый состав, выступавший во втором дивизионе. Свою вторую команду, «Хапоэль» (Холон), Гершон уже сумел вывести в Национальную лигу, на тот момент высший дивизион чемпионата Израиля.
В 1993 году Гершон с командой «Хапоэль» (Верхняя Галилея) стал первым, кому удалось нарушить безоговорочную гегемонию тель-авивского «Маккаби» в чемпионатах Израиля, длившуюся с 1967 года. Ещё раз ему удалось отобрать титул у тель-авивцев, теперь в Кубке Израиля, когда он тренировал «Хапоэль» (Иерусалим).
В 1998 году Гершон стал тренером тель-авивского «Маккаби» и в 2000 году привёл команду в финал Кубка европейских чемпионов, а год спустя выиграл с ней Супролигу ФИБА. Два следующих года Гершон не занимался тренерской работой, что, в частности, было связано со скандалом вокруг его неудачных шуток о цвете кожи игроков, но затем он вернулся в «Маккаби» и дважды подряд выиграл с клубом баскетбольную Евролигу, на третий год проиграв в финале главного европейского клубного турнира. В сезоне 2004/5 годов Гершон был признан «тренером года» в Евролиге. Он также включён в список 50 важнейших деятелей Евролиги.
В 2006 году Гершон во второй раз расстался с тель-авивским «Маккаби», приняв предложение греческого клуба «Олимпиакос». Он тренировал «Олимпиакос» до февраля 2008 года, когда команда сменила его на Панайотиса Яннакиса после серии поражений. К этому моменту Гершон совмещал тренерскую работу в «Олимпиакосе» и сборной Болгарии, в которой начал работать с конца 2007 года. Это было в какой-то степени возвращением к корням, так как дед Гершона был выходцем из Болгарии. Израильскому тренеру удалось вывести болгар в финальную стадию чемпионата Европы из отборочной группы, где их соперниками были Сербия и Италия. В финальной части, однако, команда Болгарии проиграла все три матча. Гершон оставался тренером болгарской сборной до января 2010 года, когда покинул её из-за разногласий с руководством местной баскетбольной федерации о составе тренерской бригады.
В середине сезона 2008/9 годов Гершону было сделано предложение вновь возглавить «Маккаби» (Тель-Авив), только что простившуюся с главным тренером Эфи Биренбоймом. Гершон согласился и проработал в «Маккаби» ещё полтора года, завоевав чемпионский титул в 2009 и Кубок Израиля в 2010 году. Однако в финальном матче чемпионата Израиля тель-авивцы проиграли «Хапоэлю» (Гильбоа-Верхняя Галилея) — той самой команде, с которой когда-то их победил сам Гершон. После этого владельцы «Маккаби» сместили его с тренерской должности, предложив стать генеральным директором клуба. С 2010 года Гершон не занимал тренерских постов ни в одной команде.
В общей сложности Пини Гершон восемь раз выигрывал чемпионат Израиля (один раз с «Хапоэлем» (Верхняя Галилея) и семь раз с тель-авивским «Маккаби») и семь раз Кубок Израиля (один раз с иерусалимским «Хапоэлем» и шесть раз с «Маккаби»).